# Esfenvalerat
Esfenvalerat ist ein Wirkstoff zum Pflanzenschutz und eine chemische Verbindung aus der Gruppe der Nitrile und Pyrethroide.

## Gewinnung und Darstellung
Esfenvalerat kann durch den gleichen mehrstufigen Produktionsprozess wie Fenvalerat ausgehend von 4-Chlortoluol gewonnen werden, wobei Ethylbromid anstelle von Isopropylbromid verwendet wird.

## Eigenschaften
Esfenvalerat ist ein farbloser Feststoff aus der Gruppe der Pyrethroide und extrem fischtoxisch.

## Verwendung
Esfenvalerat wird als Insektizid mit Kontakt- und Fraßwirkung in Pflanzenschutzmitteln beim Obst-, Gemüse- und Ackerbau verwendet. Es ist das wirksame der vier Isomere des racemischen Fenvalerat und wird unter dem Handelsnamen Asana XL oder Sumicidin Alpha EC auf den Markt gebracht.

## Zulassung
Der Wirkstoff ist in der EU zugelassen. In 25 EU-Staaten sind esfenvalerathaltige Pflanzenschutzmittel zugelassen. In Deutschland ist mit Sumicidin Alpha EC ein, in Österreich drei (unter ähnlichen Bezeichnungen) und in der Schweiz ist kein Pflanzenschutzmittel zugelassen, das diesen Wirkstoff enthält.